# Neue Deutsche Welle
Pour les articles homonymes, voir Welle.
La Neue Deutsche Welle (litt. « nouvelle vague allemande » en français, abrégée en NDW) est un genre de musique allemandede ayant émergé dans les années 1980, issu du post-punk et de la new wave.

## Histoire
L'expression est utilisée pour la première fois par le journaliste Alfred Hilsberg, dont l'article Neue Deutsche Welle — Aus grauer Städte Mauern (« La nouvelle vague allemagne — des murs des cités grises ») est publié dans le magazine de Hambourg Sounds en 1979. Cette nouvelle vague se déploie d'abord de manière underground avant d'être récupérée par les grands labels allemands et de devenir une tendance principale de la musique populaire.
Quelques artistes de la NDW : D.A.F., Die Krupps, Grauzone (Swiss wave, « nouvelle vague suisse »), Andreas Dorau, Falco, Nena, Alphaville, Peter Schilling, Axel B., Ideal, Trio, Deutsch-Österreichisches Feingefühl, Klaus Nomi, Liaisons Dangereuses, Ina Deter, etc.
On parle aussi de neo-NDW, pour des groupes postérieurs à 1995, la NDW étant un mouvement des années 1980.